# Katedra w Exeter
Katedra świętego Piotra w Exeter. Budowę katedry rozpoczęli Normanowie w 1114, a najstarszą zachowaną częścią budowli są wieże katedry. W 1270 biskup Walter Branscombe rozpoczął trwający 90 lat proces przebudowy katedry. Zachodnia ściana katedry ozdobiona jest największą kolekcją XIV-wiecznych rzeźb. Wewnątrz można podziwiać najdłuższe, zachowane  gotyckie sklepienie na świecie. W północnym transepcie działa XV-wieczny zegar astronomiczny prezentujący ówcześnie obowiązująca geocentryczną budowę wszechświata.